# Quit Playing Games (With My Heart)
Quit Playing Games (with My Heart) è un brano dei Backstreet Boys, quarto singolo del loro album di debutto Backstreet Boys. Uscito nel 1996, scritto e prodotto da Max Martin nel 1995, il brano raggiunse la posizione numero 1 in Germania, Austria, Svizzera e Repubblica Ceca e la numero 2 sia nel Regno Unito che negli Stati Uniti sulla classifica Billboard, dove si affermò direttamente nella Top 10 della classifica delle vendite ottenendo il doppio disco di platino dopo sole 3 settimane con 2 milioni di copie vendute.

## Versioni

### Versione originale
Nella versione originale del brano Brian Littrell canta da solista entrambe le strofe. Tale versione è propria dell'album del 1996 e della sua edizione americana del 1997.

### Versione singolo
Max Martin fece incidere una seconda versione del brano la cui seconda strofa è cantata da Nick Carter ed essa fu la versione distribuita come singolo estratto per la rotazione radiofonica e per il video musicale.

### Versione italiana
Una versione in lingua italiana, intitolata Non Puoi Lasciarmi Così, fu incisa su idea del TG Ragazzi, chiedendo alle fan italiane di proporre le parole del testo e dopo essere pervenute con molte lettere, tale versione fu poi incisa con le voci di Howie, AJ e Kevin.

## Video
Il video musicale, diretto da Kai Sehr, fu girato a Orlando, Florida e si svolge in un deserto campo da Basket all'aperto di notte. La parte finale riprende i membri del gruppo, tranne Brian e Nick, cantare muovendosi a torso nudo e sotto una pioggia artificiale, seguendo la moda inaugurata anni prima dai Take That.

## Tracce

### US

#### CD1
1. "Quit Plating Games (with My Heart)" (LP Version)
2. "Quit Playing Games (with My Heart)" (Video Version) - 3:52
3. "Album Medley"
4. "Lay Down Beside Me" - 5:30

#### CD2
1. "Quit Playing Games" (E-SMOOVE Vocal Mix)
2. "Quit Playing Games" (LP Version)
3. "Quit Playing Games" (Jazzy Jim's Mixxshoww Slamma)
4. "Quit Playing Games" (Maurice Joshua Club Mix)

### Europa

#### CD1
1. "Quit Playing Games (with My Heart)" (Video Version) - 3:52
2. "Nobody But You" (Long Version) - 6:07
3. "Give Me Your Heart" - 5:06
4. "Quit Playing Games (with My Heart)" (Acoustic Version)

#### CD2
1. "Quit Playing Games (with My Heart)" (Christmas Version)
2. "Quit Playing Games (with My Heart)" (Acoustic Version)
3. "Christmas Time"
4. "Lay Down Beside Me" - 5:30

### Regno Unito
1. "Quit Playing Games (with My Heart)" (Video Version) - 3:52
2. "Nobody But You (Long Version)" - 6:07
3. "Give Me Your Heart" - 5:06
4. "Lay Down Beside Me" - 5:30

### Brasile
1. "Quit Playing Games (with My Heart)" (Video Version) - 3:52
2. "Nobody But You (Long Version)" - 6:07
3. "Give Me Your Heart" - 5:06
4. "Quit Playing Games (with My Heart) (Acoustic Version)" - 3.56

- nell'Edizione Limitata Brasiliana (EDIÇÃO LIMITADA) la traccia 4 è errata: si tratta infatti di "Lay Down Beside Me" - 5:30 anziché "Quit Playing Games (With My Heart) (Acoustic Version)" - 3.56 come indicato invece sia sul CD che sulla copertina.

### Giappone
1. "Quit Playing Games (with My Heart)" (Video Version) - 3:52
2. "Quit Playing Games (with My Heart)" (Acoustic Version) - 3:52
3. "Anywhere for You" (Album Version) - 4:40
4. "Don't Leave Me

## Date di pubblicazione
| Paese       | Data            |
| ----------- | --------------- |
| Europa      | 29 ottobre 1996 |
| Stati Uniti | 10 giugno 1997  |

## Classifiche

### Classifiche settimanali
| Classifica (1996-99)                          | Posizione più alta |
| --------------------------------------------- | ------------------ |
| Australia (ARIA)                              | 27                 |
| Austria (Ö3 Austria Top 40)                   | 1                  |
| Belgio (Fiandre) (Ultratop)                   | 8                  |
| Belgio (Vallonia) (Ultratop)                  | 5                  |
| Canada (Top Singles RPM)                      | 18                 |
| Europa (Eurochart Hot 100 Singles)            | 7                  |
| Germania (Media Control Charts)               | 1                  |
| Irlanda (IRMA)                                | 5                  |
| Islanda (Íslenski listinn)                    | 5                  |
| Norvegia (VG-lista)                           | 10                 |
| Nuova Zelanda (RMNZ)                          | 27                 |
| Paesi Bassi (Dutch Top 40)                    | 5                  |
| Paesi Bassi (Single Top 100)                  | 7                  |
| Regno Unito (Singles Official Charts Company) | 2                  |
| Repubblica Ceca (Track Top-40)                | 1                  |
| Scozia (Official Charts Company)              | 1                  |
| Stati Uniti (Adult Contemporary Billboard)    | 2                  |
| Stati Uniti (Billboard Hot 100)               | 2                  |
| Stati Uniti (Latin Pop Songs Billboard)       | 6                  |
| Stati Uniti (Rhythmic Songs Billboard)        | 5                  |
| Stati Uniti (Top 40 Mainstream Billboard)     | 2                  |
| Stati Uniti (Top Latin Songs Billboard)       | 12                 |
| Svezia (Sverigetopplistan)                    | 15                 |
| Svizzera (Schweizer Hitparade)                | 1                  |

### Classifiche di fine anno
| Classifica (1996)                  | Posizione |
| ---------------------------------- | --------- |
| Austria Singles Chart              | 27        |
| Belgio (Fiandre) Singles Chart     | 99        |
| Belgio (Vallonia) Singles Chart    | 80        |
| Europa (Eurochart Hot 100 Singles) | 65        |
| Germania (Official German Charts)  | 16        |
| Paesi Bassi Singles Chart          | 49        |
| Classifica (1997)                  | Posizione |
| Austria Singles Chart              | 37        |
| Belgio (Vallonia) Singles Chart    | 100       |
| Europa (Eurochart Hot 100 Singles) | 69        |
| Germania (Official German Charts)  | 56        |
| Regno Unito Singles Chart          | 56        |
| USA Billboard Hot 100              | 11        |
| Classifica (1998)                  | Posizione |
| USA Billboard Hot 100              | 62        |

### Classifiche decennali
| Classifica (1990–1999) | Posizione |
| ---------------------- | --------- |
| USA Billboard Hot 100  | 86        |

## Certificazioni
| Paese              | Certificazione | Numero di copie vendute |
| ------------------ | -------------- | ----------------------- |
| Austria (IFPI)     | Oro            | 25.000                  |
| Germania (BVMI)    | Platino        | 500.000                 |
| Polonia (ZPAV)     | Oro            | 50.000                  |
| Regno Unito (BPI)  | Argento        | 200.000                 |
| Stati Uniti (RIAA) | Platino        | 1.200.000               |